# Anuska Oosterhuis
Anuska Oosterhuis (Enschede,1978) is een Nederlandse mediakunstenaar die woont en werkt in Rotterdam. Ze is medeoprichter van Artememes (2007), een kunstbeweging die reflecteert op de positie van de mens in een door massamediale beelden gedomineerde wereld.

## Werken
- 2014. PLAY2, flashvideogame met internethomevideo's
- 2013. Memetisch Manifest, kunstmanifest over massamedia
- 2008. My Favorite Funeral, geënsceneerde realityshow[4][5][6]
- 2005. PLAY1, flashvideogame met internethomevideo's